# Albert Goldberg

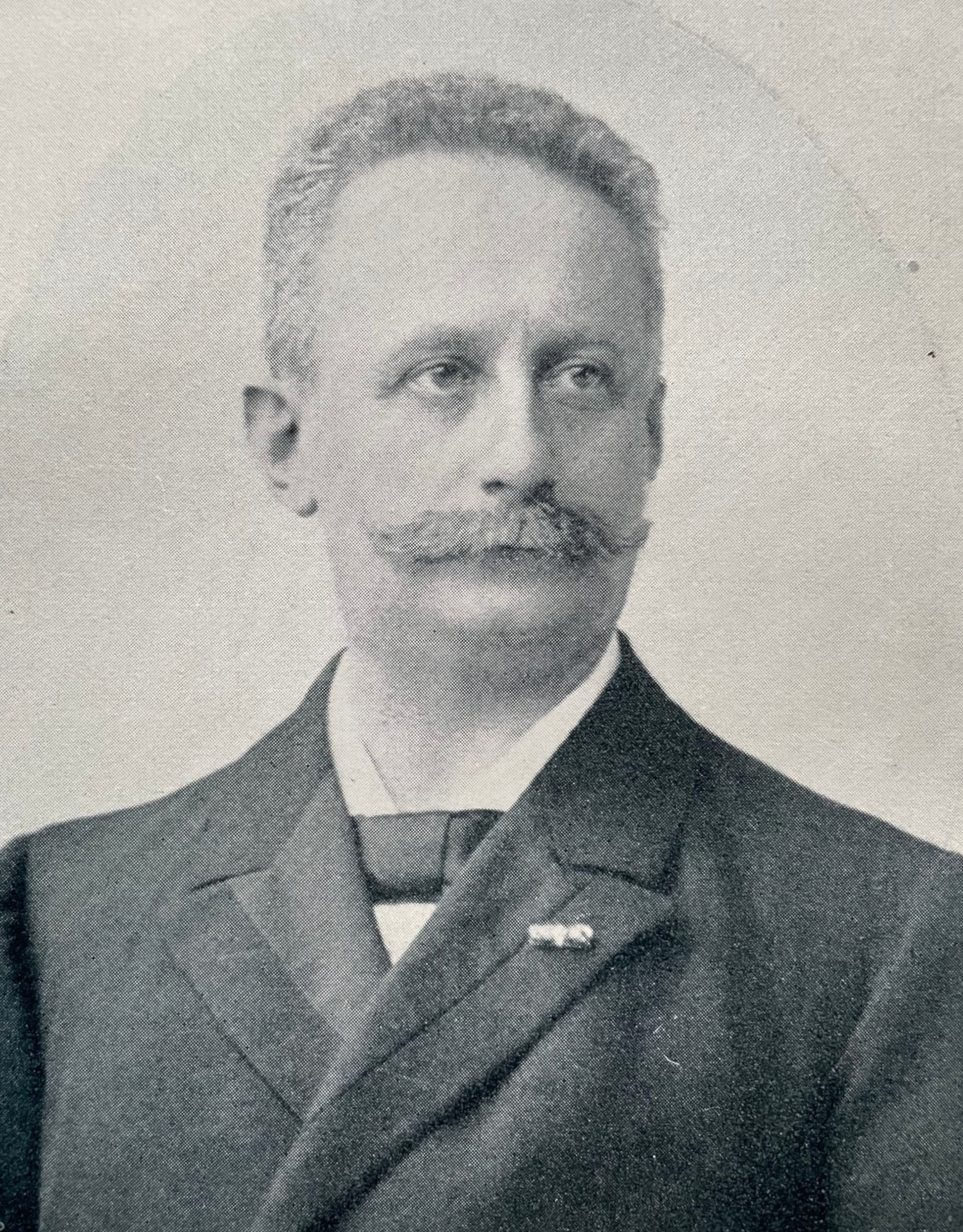
Albert Goldberg

Albert Goldberg (8. Juni 1847 in Braunschweig – 7. November 1905 in Leipzig) war ein deutscher Opernsänger (Bariton), Opernregisseur und Theaterintendant. 

## Leben
Seine Eltern waren Hirsch Goldberg (12. Juli 1807 in Wollstein – 10. Juni 1893 in Braunschweig), Vorbeter der jüdischen Gemeinde Braunschweig und dessen Ehefrau Marianne (Golda Miriam), geb. Rothgießer (31. August 1818 in Fraustadt – 5. Januar 1894 in Leipzig). Er hatte drei Geschwister: Jacques Goldberg (* 16. Januar 1861 in Braunschweig; † 26. September 1934 Berlin), Musiker, Schauspieler, Regisseur und Theaterleiter, Golde Georgine (* 28. Mai 1850) und Joseph Julius (* 18. April 1856). Der Theaterregisseur und Drehbuchautor Heinz Goldberg war sein Neffe.
Er wollte von Jugend auf Musiker werden, musste sich auf Wunsch seiner Eltern dem Kaufmannsstande widmen. Nachdem seine Lehrzeit in einem Schweriner Manufakturgeschäft beendigt war, seine musikalischen Anlagen immer deutlicher hervortraten und immer offenkundiger zu einem künstlerischen Berufsgebiete drängten, trat er 1865 in das Leipziger Konservatorium ein, um Kapellmeister zu werden. Zumal aber in dieser Zeit seine Stimme sich entsprechend entwickelte, entschloss er sich Opernsänger zu werden. Den ersten Versuch wagte er am 2. Mai 1869 am Hoftheater in München als „Oberbrahmine“ (Afrikanerin).
Von dort fand er an das Stadttheater Main 1870, nach Bremen 1871, Neustrelitz von 1871 bis 1873, Straßburg 1874, Augsburg von 1875 bis 1876 (im Sommer Berlin, Krolltheater) von wo er von Direktor Max Stägemann an das Königsberger Stadttheater gewonnen wurde. Dort wirkte er nicht nur als erster Bariton, sondern auch als Regisseur bis 1. Juni 1880 und gewann während dieser Zeit so reiche Sympathien, das ihm sogar die Direktion des Stadttheaters übertragen wurde, die er drei Jahre zu größter Zufriedenheit leitete.
Am 1. Juni 1883 folgte er wieder einem Rufe Stägemanns, der inzwischen das Leipziger Stadttheater übernommen hatte und nahm die ihm angebotene Stellung als Oberregisseur der Oper an. Seit dieser Zeit bis zu seinem Tode wirkte er an dieser Bühne.
Zu den Schülern von Albert Goldberg gehörten Poldi Gersa und Ernst Wachter.